# Prima della pioggia (album)
Prima della pioggia (sottotitolato Silainfestalive IV edizione) è un disco pubblicato nel 2002 contenente 17 canzoni registrate dal vivo in occasione della IV edizione del festival Silainfesta svoltosi in varie località della Calabria nell'anno 2000 (sul disco non sono indicate le date e i luoghi delle singole registrazioni).

## Tracce
1. Venti bottiglie di vino - (E.Greppi - P.Baglioni - A.Finazza) - Bandabardò - 3:53
2. Mojto f.c. - (E.Greppi - P.Baglioni - A.Finazza) - Bandabardò - 4:18
3. Azalai - (Agricantus) - Agricantus - 4:50
4. Zingara - (A.Camerini - A.Quintarelli) - Nuove tribù zulu - 3:18
5. Oceano - (A.Camerini - A.Quintarelli) - Nuove tribù zulu - 8:09
6. Na sciurnata bona - (A.Petrachi) - Sud Sound System - 4:34
7. Coscienza pe li vagnuni - (A.Petrachi) - Sud Sound System - 3:30
8. 5 minuti - (Maglietta - Manzo) - Bisca - 4:54
9. Sottattacco dell'idiozia - (Manzo - Maglietta - Jacobelli - Della volpe) - Bisca - 3:45
10. Medianoche - (H.Salinas - P.Manns) - Inti-Illimani - 4:08
11. Samba landó - (J.Seves - H.Salinas - P.Manns) - Inti-Illimani - 4:55
12. Santu spiritu vespri siciliani - (A.Mancuso - S.Cammarata) - Alessandro Mancuso & i Beati Paoli - 3:12
13. Pummarola black - (E' Zezi) - E' Zezi - 5:23
14. O munaciello - (tradizionale - E' Zezi) - E' Zezi - 4:29
15. Estasi o delirio - (P.Archetti Maestri) - Yo Yo Mundi - 3:47
16. Chi si ricorda di G.Meroni - (P.Archetti Maestri) - Yo Yo Mundi - 2:56
17. Nozze - (Morino - Barovero - Nsongan) - Mau Mau - 6:14